# Dário António
Dário António Marcelino (22 oktober 1992) is een Angolees voormalig wielrenner die enkele jaren reed voor BAI-Sicasal-Petro de Luanda.

## Carrière
In 2015 werd António derde in zowel de tijdrit als de wegwedstrijd op het nationale kampioenschap, die beide werden gewonnen door Igor Silva. Een jaar later versloeg hij drie andere renners in een sprint met vier, waardoor Silva voor het eerst in zeven jaar geen nationaal kampioen op de weg werd. In 2017 was António zes seconden sneller dan José Panzo in de tijdrit, waardoor hij zijn tweede nationale titel behaalde. Later dat jaar werd hij vierde in het eindklassement van de Ronde van Ivoorkust.
In 2019 won António, samen met zijn ploeggenoten, de openingsploegentijdrit in de Ronde van Burkina Faso. Mede dankzij deze overwinning won hij uiteindelijk ook het eindklassement.

## Overwinningen
2016
 Angolees kampioen op de weg, Elite
2019
1e etappe Ronde van Burkina Faso (ploegentijdrit)
Eindklassement Ronde van Burkina Faso
2022
 Angolees kampioen tijrijden, Elite
2024
 Angolees kampioen tijrijden, Elite

## Ploegen
- 2014 –  Banco BIC-Carmim (vanaf 27-6)
- 2019 –  BAI-Sicasal-Petro de Luanda
- 2020 –  BAI-Sicasal-Petro de Luanda

André · António · B. Araújo · C. Araújo · Carvalho · Chiquito · Cole · De Almeida · Isidoro · Nzamba · Rugg · Silva · Tuto · Zacarias · Duarte (stagiair)